# リジョイ
リジョイ（Rejoy）は、アメリカ合衆国の一般生活用品メーカーであるプロクター・アンド・ギャンブル（P&G）が販売していたヘアケア製品である。

## 概要
いわゆるリンスインシャンプーである。1988年に発売。発売された当初は白いパッケージだった。ノーマルヘア用・ダメージヘア用・フケ用など、数種類のタイプがラインナップされていた。2000年に緑のパッケージに変更して改良され、レギュラータイプとフケ用の2種類で展開していた。しかしh&sの発売に伴って、2007年9月にもって製造中止となった。
海外では、Pert Plus、リジョイス（Rejoice）という商品名で現在も発売されている。

## 過去のCM出演者
- 小牧ユカ（初代イメージキャラクター）
- 荒井乃梨子
- 生田智子
- 武田雅子
- 大家由祐子
- 具志堅ティナ
- 萩原聖人
- 杉山愛（1997年）
- 神木隆之介
- 山田勇也